# Sackkanal
Der Sackkanal, auch Sack-Kanal, ist ein Wassergraben in Heringsdorf auf der Insel Usedom im Landkreis Vorpommern-Greifswald. Der in der ersten Hälfte des 19. Jahrhunderts angelegte Kanal dient als Vorfluter zur Regulierung des Wasserstandes von Gothensee und Thurbruch. Er verläuft vom Nordufer des Gothensees über den verlandeten östlichen Schloonsee zur Ostsee. Die Gesamtlänge beträgt etwa 1,6 Kilometer. Die Bahnstrecke Heringsdorf–Wolgaster Fähre und die Landesstraße 266 (ehemals Bundesstraße 111) queren den Sackkanal über Brücken.

## Geschichte
In der zweiten Hälfte des 18. Jahrhunderts wurden, veranlasst durch König Friedrich II. von Preußen, im Thurbruch aufwändige Meliorationsarbeiten durchgeführt, um das Niedermoor als Weideland nutzen zu können. Folge der Entwässerung war eine Absenkung der Mooroberfläche. Der Wasserspiegel des Gothensees war bis 1806 um 37 cm gesunken. Dadurch war der Abfluss über die Aal-Beek stark gemindert. Der Kriegsrat Stark stellte 1811 bei einer Inspektion der Dörfer am Thurbruch fest, dass die Entwässerung über die Aal-Beek und den Knüppelgraben unzureichend war. Er schlug vor, stattdessen einen neuen Graben vom Nordende des Gothensees zur Ostsee anzulegen. Durch den Konkurs des Rittergutes Gothen verzögerte sich die Realisierung des Projektes. 1817 wurde Gothen vom Forstmeister Georg Bernhard von Bülow (1768–1854) und seinem Bruder Ernst von Bülow-Cummerow erworben. Sie verkauften den für den Kanalbau erforderlichen Landstreifen für 5800 Taler an den preußischen Staat.
Der Bau des Kanals wurde auf Veranlassung des Oberpräsidenten der Provinz Pommern, Johann August Sack, von 1817 bis 1818 durchgeführt. Nach ihm wurde der Kanal auch benannt.
Wilhelm Ferdinand Gadebusch beschrieb den Kanal wie folgt:

„Der Sack-Canal. von 340 Ruthen Länge und 1 1/2 Ruthen Breite, ist durch einen Bergrücken von etwa 30 Fuß Höhe über dem Wasserspiegel gestochen und mit einer Stauschleuse gegen das Eindringen der Sturmfluten aus der Ostsee versehen. Vor seiner Ausmündung in letztere führt er durch den kleinen, meist abgelassenen Schlohn-See; sein Ausfluß ins Meer, der oft vom Dünen-Sande zuweht, bedarf häufig der Instandsetzung. […] die Unterhaltung des Canals übernahm der Besitzer von Gothen gegen eine jährliche Entschädigung von Seiten der Interessenten, etwa 100 Thlr. betragend.“

1856 wurde Hermann Weichbrodt Besitzer von Gothen. Ihm gelang es, in den Jahren 1858/1859 den Gothensee durch Pumpen trockenzulegen, die durch Windkraft oder auch durch Dampfmaschinen angetrieben wurden. Dazu wurde das Wasser des Sees in einen Ringgraben gepumpt, in den auch die Bäck als Hauptzufluss geleitet wurde, und über den Sackkanal in die Ostsee geleitet. Wegen hoher Kosten, auch bedingt durch steigende Niederschläge, wurde die vollständige Entwässerung in den 1890er Jahren wieder aufgegeben.
Das Passieren des Mündungsbereiches des Sackkanals am Ostseestrand war im 19. Jahrhundert gefährlich. Der Reiseschriftsteller C. H. F. Koch beschrieb, wie auf einer Fahrt am Strand Pferd und Wagen im Treibsand vor der scheinbar ausgetrockneten Kanalmündung versanken und nur mit Mühe gerettet werden konnten. Ähnlich beschreibt Theodor Fontane in seinem Roman Effi Briest den symbolhaft verwendeten „Schloon“ als Wasserlauf vom „Gothener See“ ins Meer.
Zu DDR-Zeiten wurde die Bewirtschaftung des Thurbruchs intensiviert. Am Sackkanal wurde dazu ein provisorisches, elektrisch betriebenes Schöpfwerk errichtet.
Das Land Mecklenburg-Vorpommern ließ von 1996 bis 1998 umfangreiche Baumaßnahmen am Kanal durchführen. 1997 wurde ein neues Schöpfwerk in Betrieb genommen. Die beiden Pumpen können zusammen 2300 Liter in der Sekunde fördern. Der Bereich des Einschnittes zwischen Gothensee und Schöpfwerk wurde vertieft und durch Betonelemente gesichert. Der Auslaufkanal erhielt ein 190 Meter langes Rohr mit 1,8 Meter Durchmesser aus glasfaserverstärktem Kunststoff.